# Ischyrocerus krascheninnikovi
Ischyrocerus krascheninnikovi is een vlokreeftensoort uit de familie van de Ischyroceridae. De wetenschappelijke naam van de soort is voor het eerst geldig gepubliceerd in 1951 door Gurjanova.